# Danger Ahead (film fra 1923)
 For alternative betydninger, se Danger Ahead. (Se også artikler, som begynder med Danger Ahead)
Danger Ahead er en amerikansk stumfilm fra 1923 af William K. Howard.

## Medvirkende
- Richard Talmadge som Bruce Randall
- Helene Rosson som Mrs. Randall
- J.P. Lockney som Todd
- David Kirby som Mahoney
- Fred R. Stanton som Mortimer